# Stephnie Weir
Stephnie Carmel Weir (Odessa, 28 novembre 1967) è un'attrice e comica statunitense.
È per lo più conosciuta grazie ad una serie di sketch comici su MADtv (11 stagioni, 2000-2006).

## Filmografia parziale

### Attrice

#### Cinema
- Dick e Jane - Operazione furto (Fun with Dick and Jane), regia di Dean Parisot (2005)
- Oltre i binari (The Other Side Of The Tracks), regia di Alejandro Daniel Calvo (2008)
- Fata madrina cercasi (Godmothered), regia di Sharon Maguire (2020)

#### Televisione
- MADtv – show TV, (2000-2006, 2016)
- Castle - serie TV, episodio 8x05 (2015)
- Crazy Ex-Girlfriend – serie TV, 6 episodi (2015–2017)
- Stoffa da campioni - Cambio di gioco (The Mighty Ducks: Game Changers) - serie TV, 8 episodi (2022)
- Giudice di notte (Night Court) – serie TV (2023)

### Doppiatrice
- Higglytown Heroes - 4 piccoli eroi  (Higglytown Heroes) – serie TV, episodio 3x05 (2006)

## Doppiatrici italiane
Nelle versioni in lingua italiana dei suoi lavori, Stephnie Weir è stata doppiata da:
- Cristina Boraschi in Castle
- Isabella Pasanisi in Fata madrina cercasi
- Mariadele Cinquegrani in Stoffa da campioni - Cambio di gioco

Da doppiatrice è stata sostituita da:
- Valeria Perilli in Higglytown Heroes - Quattro piccoli eroi

## Personaggi famosi imitati
- Amber Benson
- Anna Nicole Smith
- Anne Hathaway
- Ashley Olsen
- Barbara Walters
- Beverley Mitchell
- Camilla Shand
- Courtney Love
- Diane Keaton
- Dido
- Evangeline Lilly
- Hilary Duff
- JC Chasez
- Jennifer Morrison
- Julia Stiles
- Mary-Kate Olsen
- Laura Bush
- Leonard Nimoy
- Marcia Cross
- Martie Maguire
- Martha Stewart
- Melanie Griffith
- Wynonna Judd